# Авдалимов, Абрам Борисович
Абрам Борисович Авдалимов (10 сентября 1929, Дербент—27 января 2004, там же) — советский музыкант, исполнитель народных песен, режиссёр. Заслуженный работник культуры Дагестанской АССР (1967). Сооснователь горско-еврейского театра в Дагестане. Режиссёр Народного театра Дагестана. Внес большой вклад в развитие дагестанской культуры.

## Биография

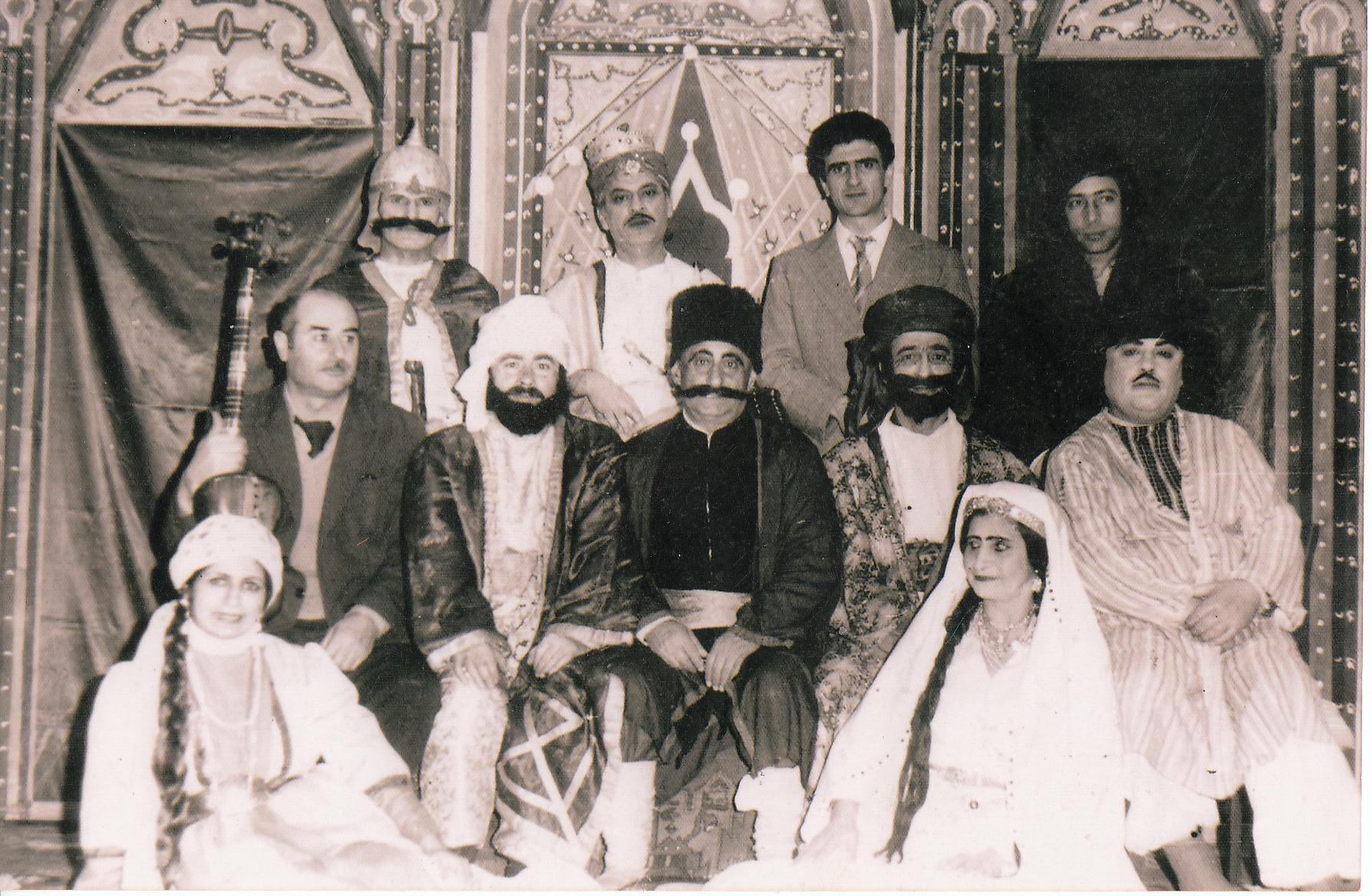
Актерская труппа в спектакле Ашуг-Гариб. Дербент, СССР. 1984 г. Первый ряд — слева направо: Катя, Бикель Мататова. Второй ряд — слева направо: музыкант Исроил Израилов, Роман Изъяев, Авшалум Нахшунов, Разиил Ильягуев, Абрам Авдалимов. Третий ряд — слева направо: Илизир Абрамов, Анатолий Юсупов, Исраил Цвайгенбаум.

Абрам Авдалимов родился в 1929 году в городе Дербент в семье музыкантов и артистов. Дед артиста Шамай играл на альте, а отец Бааз Авдалимов работал в театре народного искусства.
Уже с самого детства Абрам стал увлекаться пением, начал выступать на сцене Татского театра. Принял участие в фестивале народного фольклора в городе Москве, где занял первое место. Виртуозно исполнив песню, на родном татском языке и играя на тарелочках с наперстками, Абрам покорил жюри и самого великого Сталина, который присутствовал в зале.
В 1960 году Абрам Авдалимов устроился на работу в татском театре актером, и спектакли с его участием пользовались успехом. В 1967 году Абраму Борисовичу было присвоено звание «Заслуженный работник культуры Дагестанской АССР».
Юноша поступил на режиссёрское отделение Дербентского музыкального училища. А. Б. Авдалимов, которое он заочно окончил. В это же время он не только продолжал выступать на сцене но и работал режиссёром Татского народного театра.
В репертуаре Абрама Авдалимова более двадцати спектаклей. Артист ставил разные пьесы среди которых «Лейла», о революционерке, которая воевала с капитализмом.
В 1985 году Абрам Авдалимов получил Дипломом смотра за выступление на Всесоюзном смотре самодеятельного художественного творчества на сцене Большого театра в Москве.
Скончался 27 января 2004 года.

## Режиссёр
Как режиссёр поставил:
- «Увядшие цветы»
- «Пери-Ханум»
- «Ашуг Гариб».

## Автор пьесс
- «Я буду ждать»
- «Он не виноват».

## Семья
- Отец — Бааза (Бориса) Авдалимовов, Заслуженный артист гос. театра
- Мать — Хивит Авдалимовова
- Жена — Истирь Авдалимовова[6]
- Сыновья:

- Шамай (Папик) Авдалимов
- Беньямин Абрамович Авдалимов — музыкант, народный артист республики Дагестан
- Зимро Авдалимов, Заслуженный артист Дагестана

- Внучка — Лаура Изгияева

## Память
2 августа 2017 года в честь артиста была названа улица в Дербенте на которой он проживал и повесили мемориальную доску.